# 司法書士法
司法書士法（しほうしょしほう、昭和25年5月22日法律第197号）は、司法書士の制度に関する日本の法律である。1919年に司法代書人法（大正8年4月10日法律第48号）として制定後、1935年（昭和10年）に現在の題名に変更され、1950年に全部改正、その後も司法書士の発展とともに改正が施され、現在に至る。

## 主務官庁
- 法務省民事局総務課

司法書士国家試験については、各法務局・地方法務局の総務課が担当する。
弁護士法を所管する同省大臣官房司法法制課と連携して執行にあたる。

## 概説
司法書士の使命、職務、司法書士会・日本司法書士会連合会・公共嘱託登記司法書士協会の制度などを定めるほか、無資格者の登記または供託事務の取扱い禁止、登記または供託事務を取り扱う表示の禁止、司法書士・登記事務所・供託事務所の名称使用禁止などを定めている。

## 構成
- 第1章　総則（第1条 - 第5条）
- 第2章　司法書士試験（第6条・第7条）
- 第3章　登録（第8条 - 第19条）
- 第4章　司法書士の義務（第20条 - 第25条）
- 第5章　司法書士法人（第26条 - 第46条）
- 第6章　懲戒（第47条 - 第51条）
- 第7章　司法書士会（第52条 - 第61条）
- 第8章　日本司法書士会連合会（第62条 - 第67条）
- 第9章　公共嘱託登記司法書士協会（第68条 - 第71条）
- 第10章　雑則（第71条の2 - 第73条）
- 第11章　罰則（第74条 - 第83条）
- 附則

## 法改正

### 令和元年法改正
令和元年6月6日に司法書士法及び土地家屋調査士法の一部を改正する法律（令和元年法律第29号）が制定され、同年６月12日に公布され、令和2年8月1日に施行された。
- 法目的が使命条項に改められた。
- 懲戒権者が法務局長から法務大臣に修正された。
- 社員が1人の司法書士法人が可能となった。